# François Frets
François Frets (Rotterdam, 23 juni 1779 - Rotterdam, 27 mei 1845) was een Nederlands rechtsgeleerde en politicus.

## Levensloop
Hij was een zoon van de Remonstrantse predikant Theodorus Frets en Johanna Lorié. François studeerde Romeins en hedendaags recht aan de Hogeschool te Leiden en promoveerde op dissertatie in 1801. Hij vestigde zich als advocaat in Rotterdam, waar hij ook rechter werd in de rechtbank van eerste aanleg. Hij speelde in 1813, nog een jong advocaat, een rol bij de terugkeer van het oude bewind na het vertrek van de Fransen. Vanaf 1838 was hij President van de rechtbank Rotterdam.
Van 1829 tot 1842 was hij lid van de Tweede Kamer, waar hij met juridisch gezag kon spreken, maar waar hij zich ook erg behoudend opstelde. Desondanks liet hij zich in 1837 kritisch uit over de vruchteloze volhardingspolitiek van Koning Willem I der Nederlanden. Hij was tegen de ministeriële verantwoordelijkheid. In 1842 werd hij op eigen verzoek niet herkozen.
In 1803 trouwde Frets met Lydia Johanna van der Hoop, welke in november 1825 overleed. In december 1826 trouwde hij voor de tweede maal, met Theodora Jacoba van der Hoop. Beide huwelijken bleven kinderloos.